# کیوجی فوجیکاوا
کیوجی فوجیکاوا (انگلیسی: Kyuji Fujikawa؛ زادهٔ ۲۱ ژوئیهٔ ۱۹۸۰) بازیکن بیس‌بال اهل ژاپن است.
از باشگاه‌هایی که در آن بازی کرده‌است می‌توان به تگزاس رنجرز اشاره کرد.
وی در مسابقات کشوری و بین‌المللی در مجموع برندهٔ ۳ مدال طلا شده‌است.